# Ella Sophia Armitage
Ella Sophia Armitage, el nom de naixement era Ella Sophia Bulley, (3 de març de 1841-20 de març de 1931) va ser una historiadora i arqueòloga anglesa. Va néixer a Liverpool i va ser la segona filla de Samuel Marshall Bulley, un comerciant de cotó, i Mary Rachel Raffles. A l'octubre de 1871, va ser una de les primeres estudiants a ingressar al Newnham College de la Universitat de Cambridge i es va convertir en la primera estudiant investigadora de la universitat en 1874. Aquest mateix any es va casar amb el reverend Elkanah Armitage amb qui va tenir dos fills. Va ensenyar història en Owens College en Manchester de 1877 a 1879, on va desenvolupar el seu interès en els terraplens i castells medievals. En 1887, es va convertir en la primera dona a formar part de la junta escolar en Rotherham i en 1894 va ser nomenada assistent de James Bryce en la Royal Commission on Secondary Education, per investigar l'educació de les nenes en Devon.
Armitage —juntament amb John Horace Round, George Neilson i Goddard Henry Orpen— va provar en una sèrie de publicacions que els castells britànics de Mota i Bailey, que prèviament se suposaven d'origen anglosaxó, no es van construir fins al cap de la conquesta normanda d'Anglaterra en 1066. El seu llibre The Early Norman Castles of the British Isles és considerat un treball fonamental sobre el tema.

## Obra
- The Childhood of the English Nation or the Beginnings of English History.  Londres: Longmans, Green, and Co, 1877.
- Richard I and Edward I.  Londres: Longmans, Green, and Co, 1881.
- The Connection Between England and Scotland.  Londres: Rivingtons, 1885.
- A key to English Antiquities: with special reference to the Sheffield and Rotherham district.  Londres: J. M. Dent & Co, 1905.
- The Early Norman Castles of the British Isles.  Londres: J. Murray, 1912.